# Corona 44

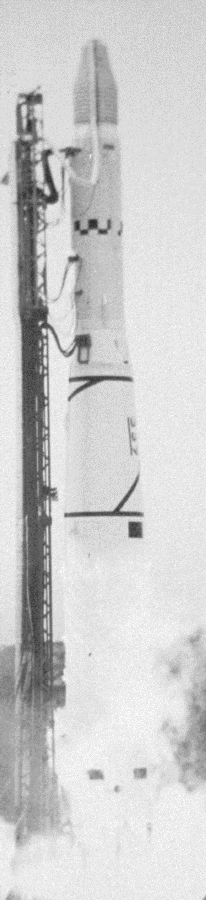
Start rakiety Thor Agena B z satelitą Corona 44

Corona 44 – amerykański satelita rozpoznawczy. Był szóstym statkiem serii Keyhole-4 ARGON tajnego programu CORONA. Jego głównym zadaniem było wykonanie wywiadowczych zdjęć Ziemi. Niektóre klatki filmu noszą ślady działania ładunków elektrostatycznych.
Udane misje serii KH-4 wykonały łącznie 101 743 zdjęcia na prawie 72 917 metrach taśmy filmowej.

## Ładunek
- Dwa aparaty fotograficzne typu Mural o ogniskowej długości 61 cm, rozdzielczości przy Ziemi około 7,6 metra
- Pomiary impedancji
- Pomiary jonów i elektronów
- Pomiary promieniowania beta i gamma
- Pomiary opadania członu Agena B, w podczerwieni
- Pomiary szumu na częstotliwościach radiowych